# Strumigenys borgmeieri
Strumigenys borgmeieri är en myrart som beskrevs av Brown 1954. Strumigenys borgmeieri ingår i släktet Strumigenys och familjen myror. Inga underarter finns listade i Catalogue of Life.

## Bildgalleri

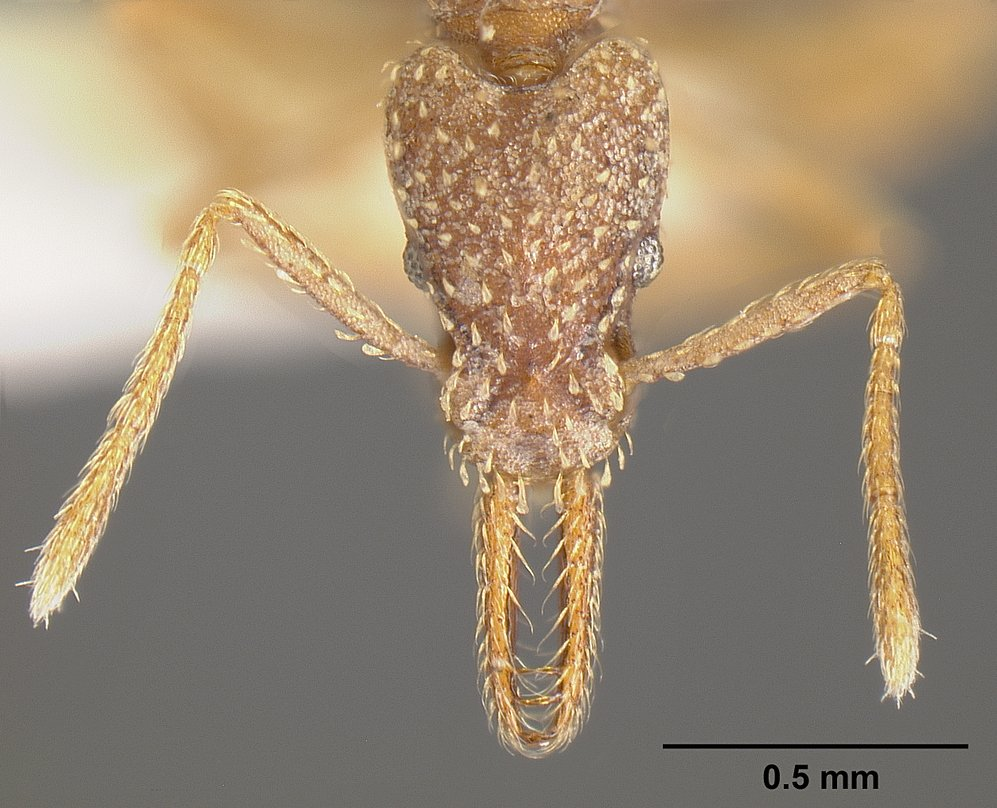
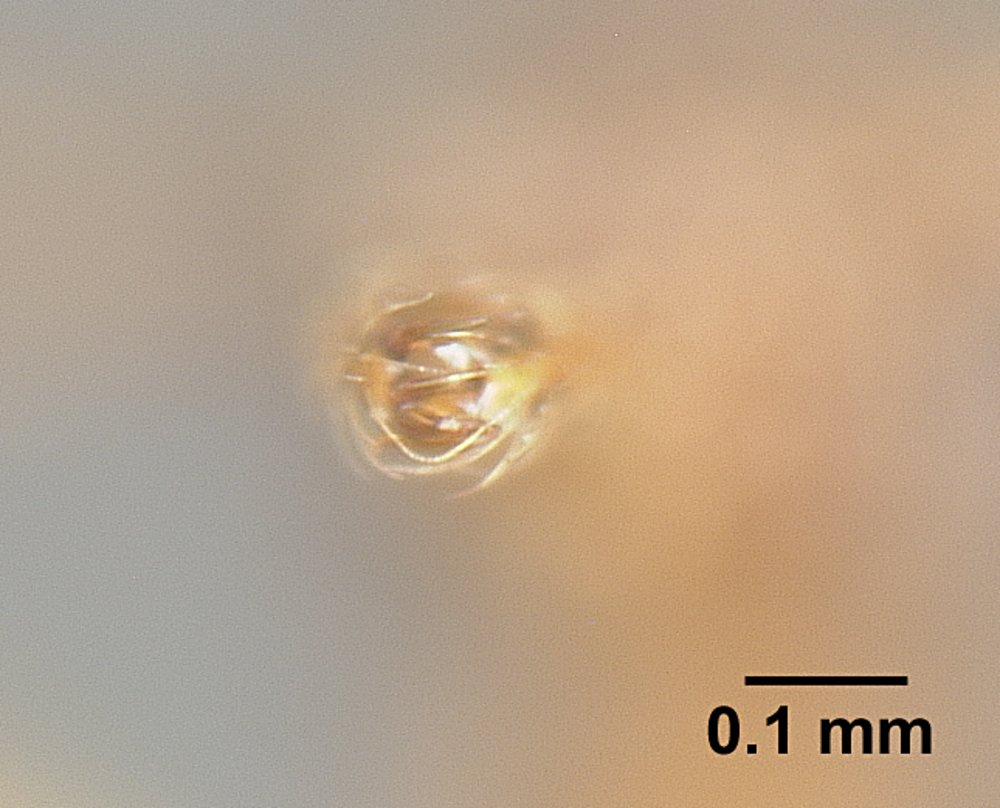
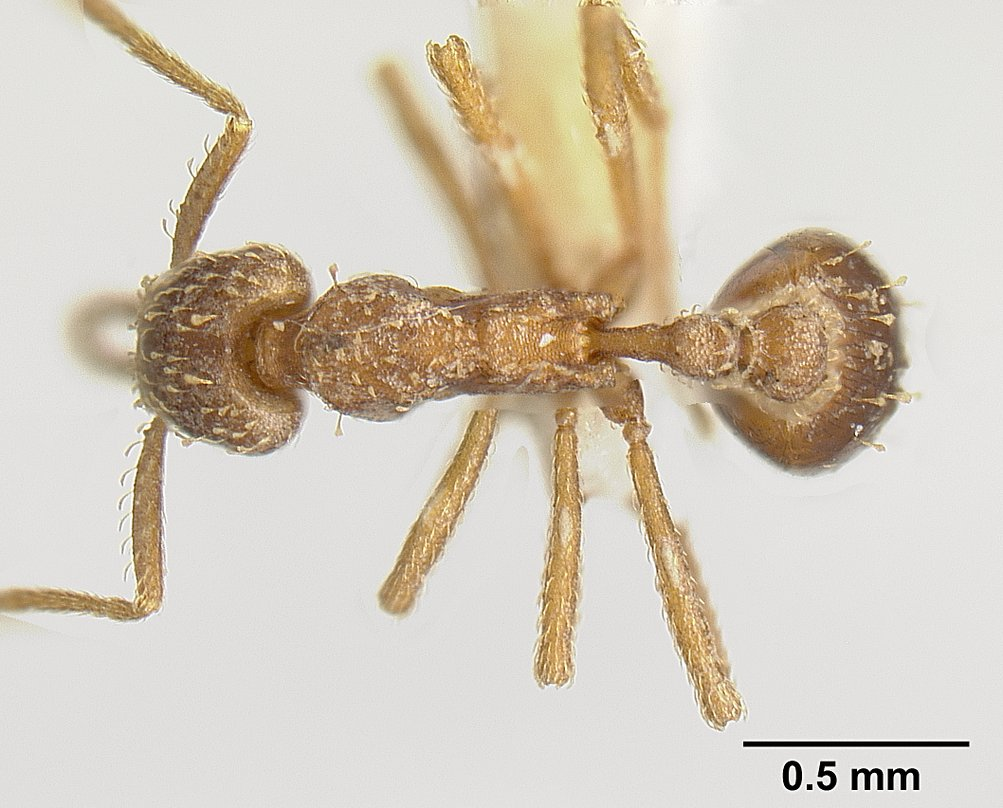
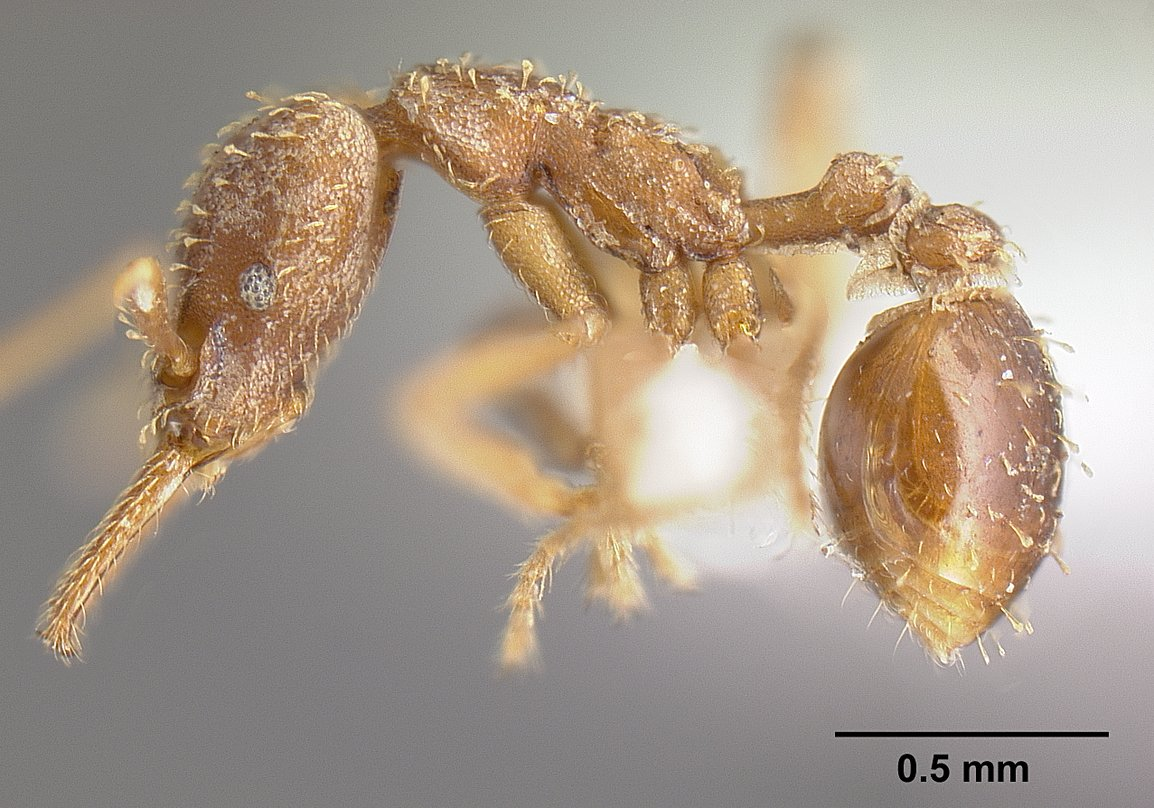